# Partit Socialista d'Esquerra (Àustria)
Partit Socialista d'Esquerra (alemany Sozialistische LinksPartei, SLP) és un partit polític austríac d'ideologia comunista trotskista. Entre els seus objectius hi ha la justícia social, oposar-se als retalls pressupostaris i les privatitzacions dels governs neoliberals, lluitar contra el racisme i la xenofòbia, defensar el medi ambient, la igualtat de gènere i els drets dels homosexuals. S'oposa a la Unió Europea i a la globalització.
Va tenir el seu origen en la Sozialistische Offensive Vorwärts, escindida de la Joventut Socialista Austríaca en els anys 1980, i es constituí com a partit el 2000 durant les protestes contra la participació del Partit Liberal d'Àustria (FPÖ) en el govern. Es presentà a les eleccions legislatives austríaques de 2002, però no va obtenir cap escó. A les eleccions municipals de 2001 va obtenir 100 vots a Viena, tots ells al districte Zentrum. El partit va fer campanya també a altres districtes com Margareten, on va rebre 139 vots, que ascendeix a 0,68% del total dels vots.
A les eleccions comunals de 2005, el partit va fer campanya als districtes de Zentrum i Margareten. Va obtenir 124 vots a Zentrum (0,24% o 0,02% per al conjunt de Viena), però va perdre a Margareten (90 vots, 0,47%). Atès que el SLP competia amb el KPÖ a Margareten, la seva presència podria haver contribuït a reduir la pèrdua a favor del KPÖ per entrar en l'assemblea comunal, amb el seu recompte de 2,22%. El SLP també va participar en Favoriten (0,19%) i Brigittenau (0,28%), però, ni el resultat va ser suficient per optar a un seient.